# إيفان ستيفوفيتش
إيفان ستيفوفيتش (6 سبتمبر 1910 – 4 فبراير 1999) لاعب كرة قدم يوغوسلافي. لعب في خمس مباريات مع منتخب يوغوسلافيا لكرة القدم بين عامي 1933 و1939 كما تم اختياره ضمن تشكيلة يوغوسلافيا في تصفيات المجموعة 3 المؤهلة إلى كأس العالم 1938.
عمل كمدرب لكرة القدم في صربيا، الزمالك في مصر، الكويت واليونان، بما في ذلك أريس سالونيكا (1956–57 و1957–58)، نيكي فولو (1962–63) وبانيلفسينياكوس (1968–69).

## الإنجازات

### كمدرب
الزمالك
- الدوري المصري الممتاز: 1959–60
- كأس مصر: 1957–58[الإنجليزية]، 1958–59[الإنجليزية]، 1959–60[الإنجليزية][3][4]

## الوفاء
توفي في 4 فبراير 1999 في بلغراد.